# 北中米カリブ海サッカー連盟
北中米・カリブ海サッカー連盟（ほくちゅうべいカリブかいサッカーれんめい、英: Confederation of North, Central America and Caribbean Association Football）は、北アメリカ、中央アメリカ、カリブ海諸国を中心とし、南アメリカのギアナ地方を含む国と地域の41のサッカー協会を統括する、国際サッカー連盟（FIFA）傘下のサッカーの競技団体。Concacaf（旧表記: CONCACAF、発音: [ˈkɒnkəkæf] KON-kə-kaf,コンカカフ）として知られている。
本部はアメリカ合衆国のマイアミ。現在の加盟協会数は41だが、その内FIFAから公認されている協会は35である。

## 概要
1961年に中米カリブ海サッカー連盟（Confederacion Centroamericana y del Caribe de Futbol、略称CCCF）と北米サッカー連盟（North American Football Confederation、略称NAFC）が統合されてCONCACAFが設立された。
ラテンアメリカ諸国ではヨーロッパの移民の影響からサッカーは盛んで、特にメキシコはこの地区の最大勢力を保ち、2006年ワールドカップドイツ大会では欧州と南米以外の唯一のシード国に選ばれている。アングロアメリカではサッカーの人気は今ひとつ低いが、最近ではアメリカ合衆国が実力を付けてきている。1998年フランス大会では、「レゲエーボーイズ」といわれたジャマイカ代表が躍進を遂げたことも有名。
北中米大陸のナショナルチームのトーナメント戦としてはワールドカップ地区予選（ワールドカップの開催前年）とCONCACAFゴールドカップ（奇数年）、クラブチームの大会としてはCONCACAFチャンピオンズリーグがある。ユースの大会としてはCONCACAF U-20選手権、CONCACAF U-17選手権がある。
2011年6月、当時トリニダード・トバゴサッカー連盟会長でCONCACAF会長だったジャック・ワーナーがFIFA会長選挙の買収問題で暫定活動停止中に辞任した。それから1年近く会長不在のまま、CONCACAFは活動を続け、2012年5月23日、ケイマン諸島サッカー協会のジェフリー・ウェブ会長がCONCACAF会長に就任したが、2015年FIFA汚職事件容疑での逮捕をうけて解任され、後任にホンジュラスサッカー連盟のアルフレド・アウィ会長が後任に選出された。
2018年に略称がCONCACAFからConcacafに変更された。

## Concacaf傘下の地域連盟
- 北アメリカサッカー連合（NAFU）- 3協会が加盟。
- 中米サッカー連合（UNCAF）- 7協会が加盟。
- カリブ海サッカー連合（CFU）- 31協会が加盟。

## 加盟国・地域
北アメリカサッカー連合（NAFU）加盟国
- アメリカ合衆国
- カナダ
- メキシコ

中米サッカー連合（UNCAF）加盟国
- エルサルバドル
- グアテマラ
- コスタリカ
- ニカラグア
- パナマ
- ベリーズ
- ホンジュラス

カリブ海サッカー連合（CFU）加盟国
- アメリカ領ヴァージン諸島
- アルバ
- アンギラ
- アンティグア・バーブーダ
- イギリス領ヴァージン諸島
- ガイアナ2
- キューバ
- キュラソー
- グアドループ3
- グレナダ
- ケイマン諸島
- サン・マルタン3
- ジャマイカ
- シント・マールテン3
- スリナム2
- セントクリストファー・ネイビス
- セントビンセント・グレナディーン
- セントルシア
- タークス・カイコス諸島
- ドミニカ共和国
- ドミニカ国
- トリニダード・トバゴ
- ハイチ
- バハマ
- バミューダ諸島1
- バルバドス
- プエルトリコ
- フランス領ギアナ2,3
- ボネール島4
- マルティニーク3
- モントセラト

1:北アメリカゾーン内の国だが、カリブ海サッカー連合加盟国。

2:南アメリカの国だが、CONCACAF会員。

3:北中米カリブ海サッカー連盟の正会員だが、FIFAには未加盟。

4:北中米カリブ海サッカー連盟の準会員だが、FIFAには未加盟。

## 大会一覧

### ナショナルチーム
| 男子: - Concacafゴールドカップ - Concacaf U-20選手権 - Concacaf U-17選手権 - Concacafネーションズリーグ | 女子: - Concacaf Wチャンピオンシップ - Concacaf Wゴールドカップ - Concacaf U-20女子選手権 - Concacaf U-17女子選手権 |

### クラブチーム
- CONCACAFチャンピオンズカップ ※2024シーズンにCONCACAFチャンピオンズリーグから改編
- CONCACAF Wチャンピオンズカップ
- Concacafリーグ（英語版） ※2017年創設
- Concacafカップウィナーズカップ（1991-1998）
- Concacafジャイアンツカップ（2001）

### フットサル
- Concacafフットサル選手権
- Concacafフットサルクラブ選手権

### ビーチサッカー
- Concacafビーチサッカー選手権

## 表彰
- CONCACAF年間最優秀選手賞